# Poerim

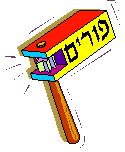
Een Hamanratel wordt door kinderen op Poerim gebruikt om kabaal te maken als de naam van Haman valt bij het voorlezen in de synagoge van de boekrol van Ester

Poerim (Hebreeuws: פורים), Poeriem of Poerem (Nederlands-Jiddisch/Asjkenazisch) is een joods feest. Het uit de Oudperzische taal afkomstige woord 'poer' betekent 'lot', reden waarom Poerim ook wel het Lotenfeest wordt genoemd. Het wordt gevierd op 14 adar in de joodse kalender en valt daarmee in het vroege voorjaar. In schrikkeljaren wordt het gevierd op de 14de adar II. In steden die in de tijd van de Tweede Tempel ommuurd waren, viert men Poerim een dag later, op 15 adar, het zogeheten Sjoesjan Poerim; heden ten dage is dit enkel in Jeruzalem het geval. 

## Oorsprong
In de Tenach (de joodse bijbel) is de inzetting van dit feest terug te vinden in het boek Ester (hoofdstuk 9:20-23).
Op dit feest herdenkt men in het jodendom dat op deze dag het lot van het Joodse volk, dat in de vijfde eeuw v.Chr. in ballingschap leefde in het Perzische Rijk, een wending nam en het van uitroeiing werd gered. Dit wordt beschreven in het verhaal van Ester dat in het gelijknamige boek uit de Tenach staat beschreven. Koning Ahasveros (waarvan sommige geleerden zeggen dat het Xerxes was, maar anderen dat het Artaxerxes II is geweest)  had de Jodin Ester tot vrouw genomen en daarmee werd zij ook koningin. Haar neef en pleegvader Mordechai was ter ore gekomen dat de Perzische antisemitische hoveling Haman een complot aan het smeden was om de Joden uit te roeien. Haman had daarvoor naar Perzisch gebruik door middel van een lot bepaald op welke dag hij dit wilde doen. Mordechai deelde dit aan Ester mee en dankzij haar hoge positie wist zij dit aan haar gemaal de Perzische koning over te brengen zodat er op tijd tegenmaatregelen konden worden genomen. Het resultaat was dat Haman met zijn zoons en verdere trawanten zelf ter dood werd gebracht en deze potentiële doemdag voor de Joden veranderde in een feestdag.
Vanwege de gelijkenis van de namen Ester en Mordechai met de Babylonische godennamen Isjtar en Mardoek, wordt door sommige bijbelcritici getwijfeld aan de joodse oorsprong van het feest. Het zou eerder gaan om een oude legende, die in het jodendom is ingevoegd.

## Verloop
Aan Poerim gaat een vastendag vooraf (14 adar), de zogenoemde Taäniet Ester, dat letterlijk het 'vasten van Ester' betekent. Deze vastendag begint in de ochtend van 14 adar en eindigt bij het donker, dus tijdens de avonddienst en de lezing van het boek Ester. 
De Joden uit de toenmalige Perzische hoofdstad Susa hadden namelijk ook gevast alvorens Ester naar de Perzische koning had durven toe te gaan om hem te informeren over de boosaardige plannen van Haman. Het was gebruik in het Perzische Rijk dat men niet zomaar uit zichzelf naar de koning ging. Als men dat wel deed, liep men het risico ter dood te worden gebracht. Vandaar die voorbereiding door middel van het vasten, een algemeen gebruik bij de Joden waarmee God om hulp wordt gevraagd. 
Na ma'ariew (de avonddienst) wordt de 'megilla', de rol, voorgelezen door een voorzanger die goed bekend is met de speciale melodie daarvoor, wat de volgende dag aan het einde van sjachariet (de ochtenddienst) nog eens wordt herhaald. De megilla is een rol van perkament waarop de tekst met een veer is geschreven en die om en om wordt gevouwen, voordat het lezen eruit begint.
De aanwezigen in de synagoge lezen uit een eigen rol of uit een boek de tekst mee. Ook vrouwen en zelfs kleine kinderen zijn verplicht zowel 's avonds als 's ochtends de voorlezing te horen. Vaak wordt voor huisvrouwen later op de avond en de volgende dag tijdens de (na)middag nog een lezing gehouden, zodat er op ieder moment iemand thuis is voor de (kleine) kinderen. Zelf lezen telt niet; de megilla moet door iemand anders worden voorgelezen. Of de voorlezing voor vrouwen door een vrouw gedaan kan worden is (binnen het orthodoxe jodendom) een punt van discussie. De traditioneel-Joodse vrouwengroep Deborah houdt jaarlijks een megilla-lezing door en voor vrouwen in Amsterdam.

Telkens als tijdens de voorlezing de naam van Haman valt maakt men veel kabaal (de kinderen draaien met zogeheten Haman- of poerimratels) om te vieren dat deze slechterik niet heeft gezegevierd maar zelf het onderspit heeft moeten delven. Ook bidt men een speciaal dankgebed tot God. Met dat maken van lawaai wordt geprobeerd de naam van Haman uit te wissen. Het is een gebruik dat pas in de 19e eeuw opkwam. Het gebruik is waarschijnlijk overgenomen uit een middeleeuws gebruik van christenen om met lawaaimakers demonen te verdrijven.

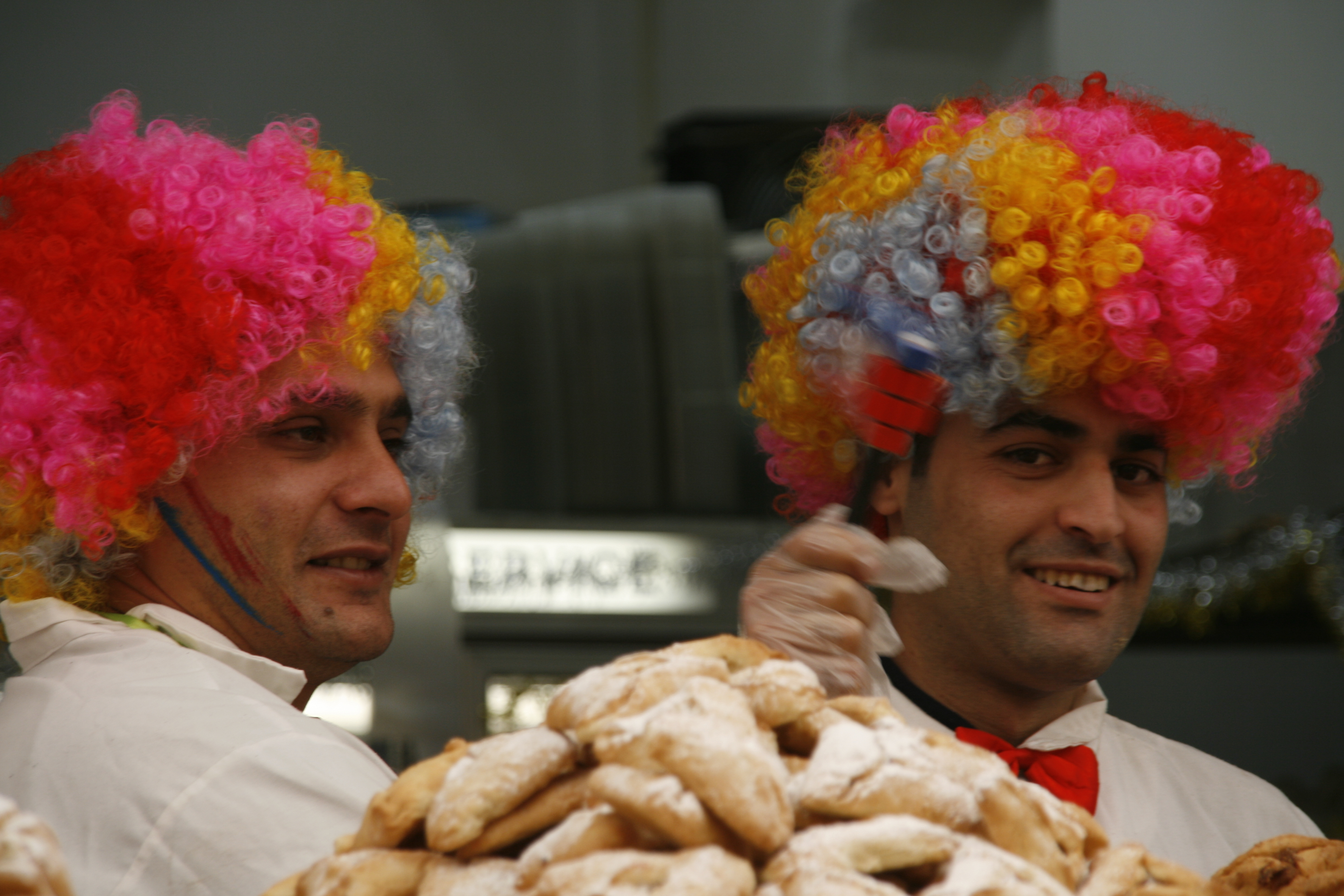
Verklede mensen en hamansoren

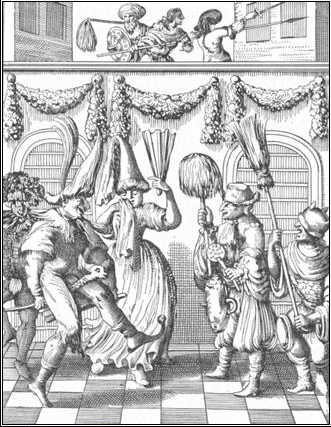
Afbeelding uit 1657

Het feest heeft een uitbundig en vreugdevol karakter, en is vol met vrolijke liedjes en verkleedpartijen. Er bestaat de verplichting een feestmaaltijd te consumeren. Men eet speciale gerechten zoals Hamansoren (driehoekige koekjes gevuld met chocoladepasta/dadelpasta met/zonder nootjes, of maanzaad) en men geeft vrienden minimaal twee eetbare gerechten (aangeduid met het Jiddisje woord sjlachmones) en er wordt geld gegeven aan arme mensen, dit laatste uit een oogpunt van "tsedaka", dat wil zeggen rechtvaardigheid in combinatie met liefdadigheid.
Terwijl het jodendom de rest van het jaar, behoudens voor het heiligen van sjabbat en feestdagen, het gebruik van alcoholische dranken niet aanmoedigt, bestaat het gebruik onder sommigen om op Poerim zoveel alcohol te consumeren dat men geen onderscheid meer kan maken tussen de slechte Haman en de gezegende Mordechai. Anderen bereiken dit door even te slapen – een slapend persoon kan dit onderscheid immers net zomin maken als iemand die dronken is. Anderen doen geen van beide.
Zie ook het volksverhaal Geld voor de armen.

## Data in de gregoriaanse kalender
Aangezien een dag volgens de Joodse kalender begint met zonsondergang, begint Poerim eigenlijk steeds op de avond voor de gegeven data.
- vr 14 mrt 2025

- di 3 mrt 2026

- di 23 mrt 2027

- zo 12 mrt 2028

- do 1 mrt 2029